# Druga egipčanska dinastija
Druga egipčanska dinastija, ki je vladala od okoli 2890 pr. n. št. do okoli 2686 pr. n. št. je bila druga dinastija iz egipčanskega arhaičnega obdobja, ko je bil sedež vlade v Tinisu. Njena vladavina, ki se je končala s faraonom Kasekemvijem, je  ena od najbolj nejasnih obdobij v egipčanski zgodovini.
Čeprav so arheološki dokazi iz obdobja Druge dinastije v primerjavi s Prvo in Tretjo zelo pičli, kažejo na pomemben institucionalen in gospodarski razvoj.

## Vladarji
Imena vladarjev Druge dinastije so vprašljiva. Za prvih pet faraonov so viri dokaj soglasni. Iz Zgodovine Egipta so iz te dinastije znani naslednji vladarji:
| Ime                                      | Dolžina vladanja |
| ---------------------------------------- | ---------------- |
| Hotepsekemvi                             | 38 let           |
| Raneb/Nebra (morda ista oseba kot Veneg) | 10–14 let        |
| Ninečer                                  | 40 let           |
| Sened (morda ista oseba kot Hor Sa)      | 20 let           |

Identiteta naslednjih dveh ali treh vladarjev je nejasna. Čeprav poznano njihova Horova ali Nebti imena in njihova rojstna imena, bi lahko bili tri popolnoma različne ali celo legendarne osebe. V levem stolpcu preglednice so imena, ki jih predlagajo egiptologi, v desnem pa imena iz Manetove Aegypticae:
| Predlagano ime   | Manetov seznam |
| ---------------- | -------------- |
| Set-Peribsen     | Kaires         |
|                  | Neferkeres     |
| Sehemib-Perenmat | Sesokris       |

Zadnji vladar je spet nesporen:
| Ime       | Dolžina vladanja |
| --------- | ---------------- |
| Kasekemvi | 17–18 let        |

Čeprav Maneto  trdi, da je bila njihova prestolnica Tinis, se pravi ista kot prestolnica Prve dinastije, so bil vsaj trije prvi vladarji pokopani v Sakari, kar kaže, da se je središče države preselilo v Memfis. O dogodkih v tem obdobju se ne da veliko povedati, saj se letni zapisi na Kamnu iz Palerma  končajo z Nebro in deli Ninečerjeve vladavine. Pomemben dogodek se je morda zgodil med vladavino Kasekemvija. Številni egiptologi njegovo ime berejo kot  »nastali sta dve sili«, kar morda kaže na združitev Gornjega  in Spodnjega Egipta.